# Phaeton (Schiff, 1782)
Die Phaeton, auch HMS Phaeton , war eine 38-Kanonen-Fregatte (5. Ranges) der Minerva-Klasse der britischen Marine, welches durch ihr Eindringen in den Hafen von Nagasaki im Jahre 1808 bekannt wurde. John Smallshaw baute die Phaeton in Liverpool zwischen 1780 und 1782. Sie war an zahlreichen Unternehmungen während der Französischen Revolution und der Koalitionskriege beteiligt, in denen sie viele Prisen aufbrachte. Francis Beaufort, Erfinder der Beaufortskala, war Leutnant auf der Phaeton, der sich während eines erfolgreichen Kommandounternehmens auszeichnete. Die Phaeton segelte 1805 in den Pazifik und kehrte 1812 wieder zurück. Sie wurde am 26. März 1827 außer Dienst gestellt und 1828 zum Abbruch verkauft.

## Dienst im Kanal

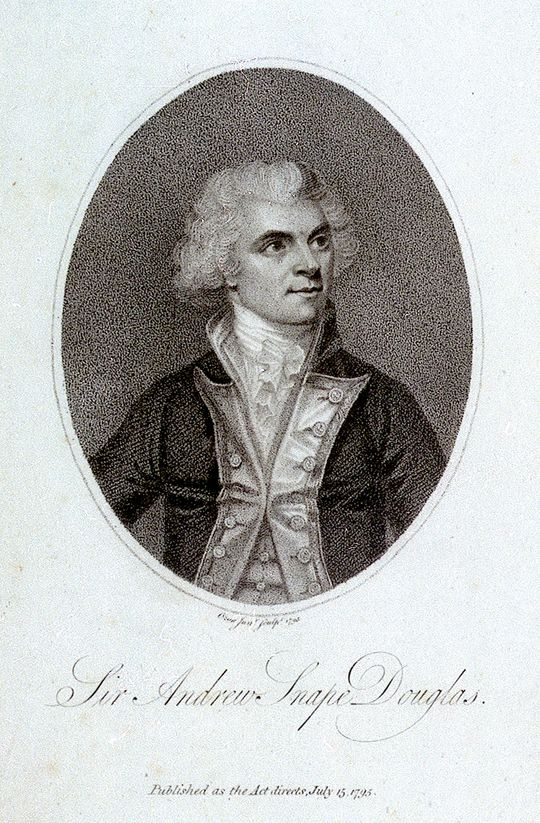
Sir Andrew Snape Douglas

Im Jahre 1793 war die Phaeton, unter dem Kommando von Sir Andrew Snape Douglas, Teil des Geschwaders von Admiral John Gell, als sie ein französisches Kaperschiff mit der spanischen Prise St. Jago 140 Meilen westlich von Kap Finisterre eroberte. Das Oberdeck der St. Jago war zertrümmert und das Schiff hatte während der Verteidigung gegen die Franzosen Verluste in Höhe von 10 getöteten Besatzungsmitgliedern und 37 Verwundeten zu beklagen gehabt. Die Franzosen konnten das Schiff 11 Tage halten, bis die Phaeton sie wieder zurückeroberte. Die Ladung des spanischen Schiffes war zwischen 1,2 und 1,3 Millionen Britische Pfund wert, da sie aus Goldbarren bestand, die in der Ladeliste als Zinn deklariert, jedoch lediglich dünn mit Zinn überzogen waren.
Die Schiffe, die sich im Verband nach Portsmouth begaben, waren die HMS St George, HMS Egmont, HMS Edgar, HMS Ganges und die Phaeton. Das Gold kam in 21 Wagen und begleitet von einer Gruppe leichter Dragoner über die London Bridge und wurde im Tower of London verwahrt.
Am 11. Dezember beschloss der High Court of Admiralty, dass die St. Jago an Spanien zurückgegeben werden sollte. Man behielt ein Achtel des Schatzes für Bergungskosten und lieferte den Großteil gegen die britischen Schiffe aus, die von den Spaniern bei A Coruña festgehalten wurden. Die Vertreter der Eroberer legten gegen die Entscheidung Beschwerde ein und am 4. Februar 1795 setzte das Prisengericht den Wert der Fracht auf 935.000 £ fest. Zu diesem Zeitpunkt konnte die gesamte Besatzung, Kapitäne, Offiziere und Admirale eine Beteiligung erwarten. Admiral Hoods Anteil belief sich auf 50.000 £.
Im März 1793 eroberte die Phaeton das Kaperschiff Aimable Liberté, einen Lugger mit vier Geschützen. Am 14. April nahm sie die Général Mourier, ausgestattet mit 44 Geschützen. Am 28. Mai eroberte sie die Prompte (20 Geschütze) vor der spanischen Küste. Zusammen mit der HMS Weasle eroberte sie im Juni zwei Kaperschiffe im Kanal – die Poisson Volante (10 Geschütze) und die General Washington. Am 27. November nahm sie und die HMS Latona die Blonde (38 Geschütze) aus Ouessant ein. Im Februar 1794 wurde sie abgemustert, aber einen Monat später setzte sie Kapitän William Bentinck wieder ein.
Während der Seeschlacht am 13. Prairial im Jahre 1794 kam die Phaeton der entmasteten HMS Defence zu Hilfe. Dabei tauschte sie Breitseiten mit dem französischen Linienschiff Impétueux aus.

## Kapitän Robert Stopford

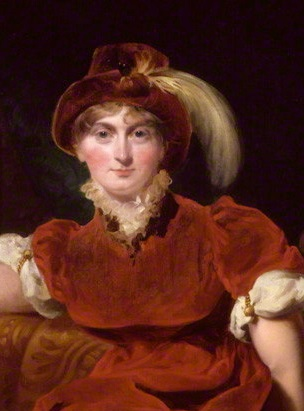
Königin Caroline, Gemälde von Thomas Lawrence (1804)

Im September kam die Phaeton unter das Kommando von Kapitän Robert Stopford. Sie eskortierte im Mai 1795 die Prinzessin Caroline von Braunschweig-Wolfenbüttel nach England. Dann begann, was sich zu einem spektakulären Beutezug ausweitete. Während Stopfords Diensten im Ärmelkanal eroberte die Phaeton 13 Kaperschiffe und drei Kriegsschiffe, sie holte auch zahlreiche Schiffe zurück, die die Franzosen weggenommen hatten.

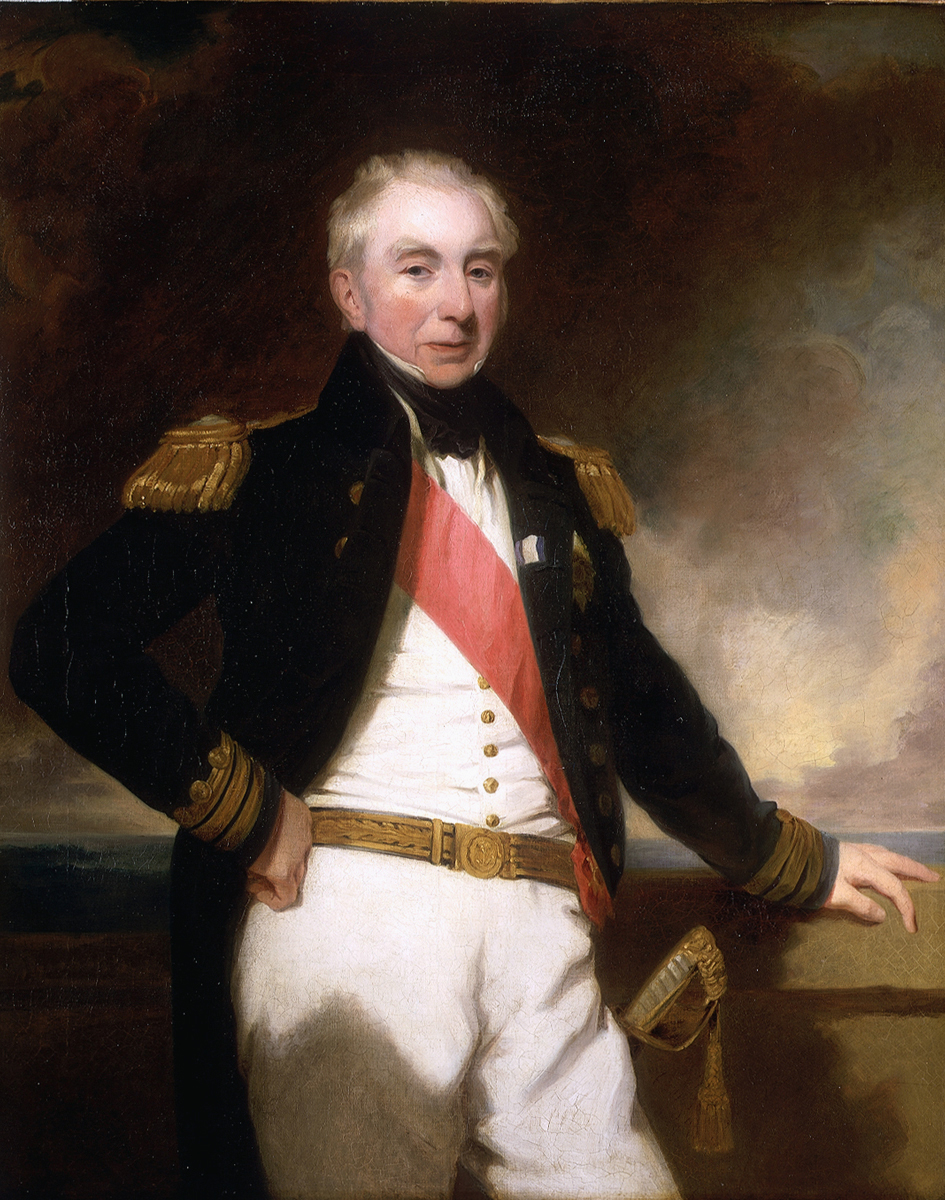
Admiral Sir Robert Stopford, Gemälde von 1840 von Frederick Richard Say, National Maritime Museum, Greenwich, London

Am 10. März 1796 griff die Phaeton die Bonne Citoyenne, eine französische Korvette mit 20 Geschützen, an und eroberte sie bei Kap Finisterre. Stopford nahm sie als Beute mit zurück nach Großbritannien. Die Royal Navy kaufte sie an und verwendete sie als HMS Bonne Citoyenne, eine Kriegsschaluppe 6. Ranges.
Während die Phaeton im Kanal kreuzte, eroberte sie am 6. März 1797 das Kaperschiff Actif (18 Geschütze) und am 16. September die Chasseur (6 Geschütze). Zusammen mit der HMS Unite nahm sie die Indien, mit 16 Geschützen, am 24. September vor den Roches Bonnes ein. Gemeinsam mit der Unite und der 32 Geschützen starken Fregatte HMS Stag eroberten sie am 7. Oktober die Découverte und am 28. Dezember die Hazard (12 Geschütze) im Golf von Biskaya. Am nächsten Tag eroberte die Phaeton zusammen mit der HMS Anson mit 44 Geschützen unter Kapitän Philip Charles Durham die HMS Daphne, ein Schiff 6. Ranges der Sphinx-Klasse mit 20 Geschütze zurück, das die Franzosen fast genau drei Jahre zuvor erobert hatten. Von einer Besatzung von 276 Personen, darunter 30 Passagiere, verlor die Daphne fünf Mann und hatte mehrere Verwundete, bevor sie sich ergab. Die Anson hatte keine Verluste.
Am Neujahrstag 1798 eroberte die Phaeton die Aventuree. Am 19. Februar nahm sie die Légère mit 18 Geschützen im Kanal ein. Am 22. März war sie dabei beteiligte, wie die Fregatte Charente mit 36 Geschützen in der Nähe des Leuchtturms von Cordouan beschädigt wurde. Die Phaeton feuerte auf die Charente und jagte sie zunächst in die Reichweite der HMS Canada, ein Schiff 3. Ranges mit 74 Geschützen unter dem Kommando von Kapitän Sir John Borlase Warren, mit dem sie Breitseiten austauschte. Die Charente lief auf Grund, genauso aber auch die Canada. Die Phaeton und die Anson mussten die Jagd aufgeben, um die Canada wieder frei zu bekommen. In der Zwischenzeit warf die Charente ihre Geschütze über Bord, löste sich und erreichte die Gironde, viel zu beschädigt für den weiteren Einsatz.
Mit der Anson eroberte sie am 31. August das Kaperschiff Mercure mit 18 Geschützen und am 6. September nach einer 24-stündigen Verfolgung das Kaperschiff Flore mit 32 Geschützen. Am 8. Oktober nahm sie dann das Kaperschiff Lévrier mit 16 Geschützen ein. Zusammen mit der HMS Ambuscade und der Stag nahmen sie am 20. November die Hirondelle ein. Die Franzosen würden die Ambuscade in einem Seegefecht am 14. Dezember 1798 kapern, die Briten eroberten sie 1802 zurück.
Am 28. November 1798 nahm die Phaeton das französische Kaperschiff Resolue, eine Brigg mit 18 Geschützen, ein. Die Brigg hatte zuvor das britische Handelsschiff General Wolfe, unterwegs von Poole nach Neufundland, und eine amerikanische Sloop von Boston nach Hamburg erobert. Die Stag eroberte später das amerikanische Schiff zurück. Am 6. Dezember eroberten die Phaeton und die Stag das französische Kaperschiff Ressource, eine Brigg mit sechs Geschützen, die vor der afrikanischen Küste kreuzte. Sechs Tage später eroberten die beiden Schiffe die dänische Brigg Dorothea zurück, die das Kaperschiff Rusee während ihrer Route von Amsterdam nach Tanger eingenommen hatte.

## Im Mittelmeer
Im Juli 1799 segelte die Phaeton unter Kapitän Sir James Nicoll Morris zusammen mit Lord Elgin, nach dem die Elgin Marbles benannt wurden, nach Konstantinopel. Elgin würde bis 1803 der britische Botschafter im Osmanischen Reich sein. Im Mai 1800 nahm sie an der Blockade von Genua im Geschwader von Lord Keith teil. Der österreichische General Baron d’Ott, der die Stadt belagerte, wusste ihr Feuer zur Unterstützung der österreichischen Armee besonders zu schätzen.

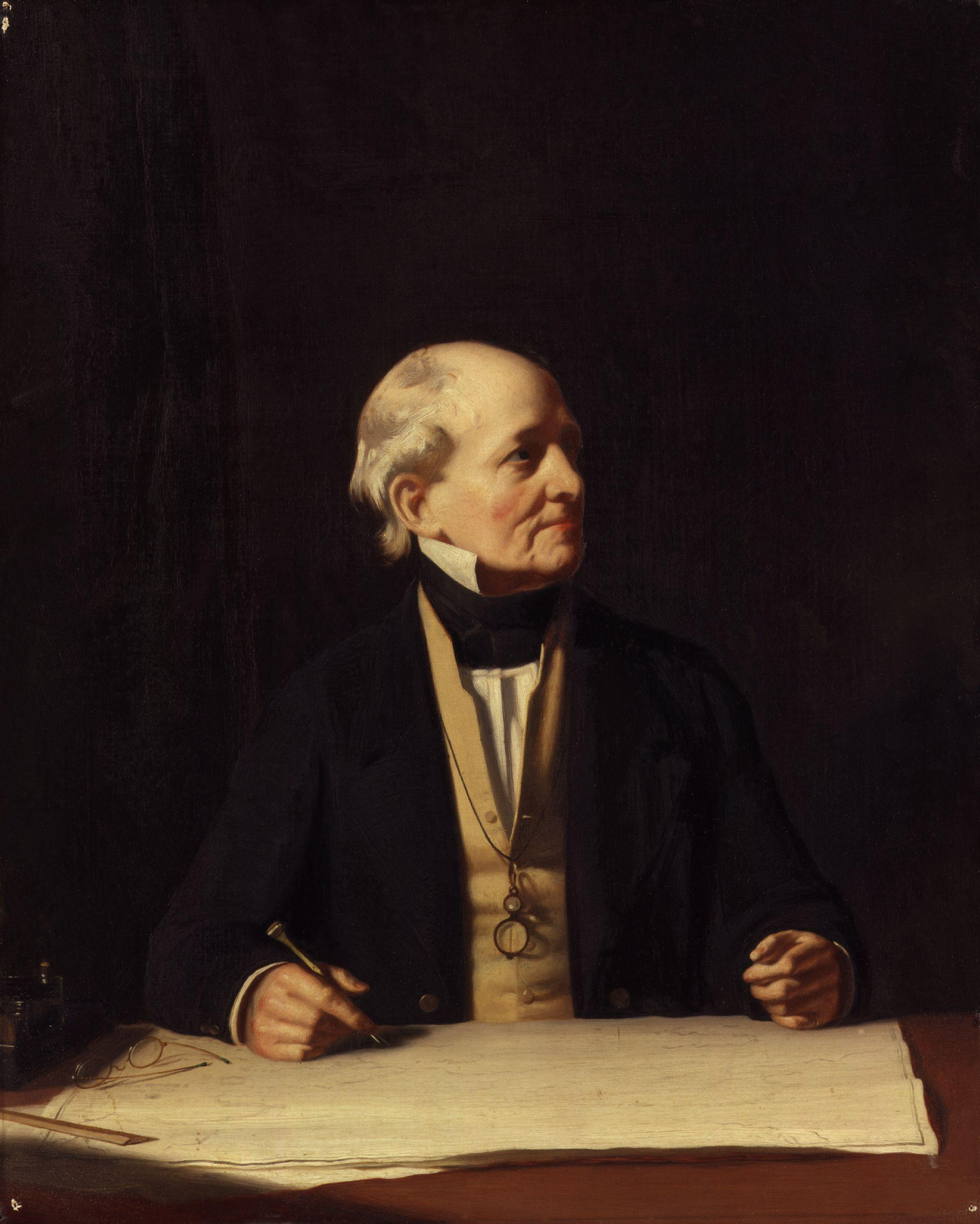
Francis Beaufort

Am 25. Oktober 1800 jagte die Phaeton den spanischen Polacker San Josef zu einem Ankerplatz unterhalb der Batterie in Fuengirola mit fünf schweren Geschützen, wo sie sich einem französischen Kaperschiff, einer Brigg, anschloss. In der folgenden Nacht floh die Brigg, während der Polacker zweimal erfolglos versuchte, nach Málaga zu entkommen. In der Nacht vom 27. Oktober befehligte Francis Beaufort die Boote der Phaeton bei einem Ausfall. Beaufort und Stopford kannten sich von einem gemeinsamen Dienst auf der HMS Aquilon einige Jahre vorher. Das Großboot mit einer Karronade verlor den Anschluss, und sie befand sich immer noch außer Reichweite, als ein französisches Kaperschiff, ein Schoner, der ungesehen zum Ankerplatz gelangt war, auf die anderen Boote das Feuer eröffnete. Die Barkasse und zwei Kutter griffen den Polacker an. Die stürmende Gruppe erlitt einen Toten und drei Verwundete. Beaufort, der selbst neunzehnmal verwundet wurde, erhielt aufgrund dieser Verwundungen im November 1801 eine Pension in Höhe von £45 12s. 6d. pro Jahr zugesprochen. Der Angriff führte zum Erfolg, als um 5 Uhr der Polacker genommen war. Er war als Versorgungsschiff im Einsatz, das Lebensmittel zwischen Málaga und Velilla transportierte. Seine Besatzung bestand aus 34 Seeleuten und 22 Soldaten, die Bewaffnung aus 14 Geschützen. Die Spanier erlitten mindestens 13 Verwundete. Die Briten nahmen die San Josef sofort als Sloop mit dem Namen HMSloop Calpe, dem alten Namen von Gibraltar, in ihre Dienste auf. Obwohl es üblich gewesen wäre, Beaufort als erfolgreichen und heroischen Anführer der Expedition zu befördern, entschied sich Lord Keith stattdessen für George Dundas, der im Gefecht nicht anwesend war und zudem Beaufort unterstellt war. 1847 zeichnete die Admiralität die Überlebenden des Angriffs mit der Naval General Service Medal mit Spange mit der Inschrift „27 OCT. BOAT SERVICE 1800“ aus.
Am 16. Mai erreichten Boote der Phaeton und der HMS Naiad unter Führung des Ersten Leutnants der Naiad den Hafen von Marín, Pontevedra in Galicien im Nordwesten Spaniens. Dort eroberten sie die spanische Korvette Alcudia und zerstörten das bewaffnete Transportschiff Raposo, die beide unter dem Schutz einer Batterie mit fünf 24-Pfündern standen. Die Alcudia, befehligt von Don Jean Antonio Barbuto, war nahe dem Fort vertäut gewesen. Ihre Segel waren zuvor entfernt worden, deshalb mussten die Boote sie wegziehen. Aber bald setzte ein starker Südwestwind ein und machte es erforderlich, sie in Brand zu stecken. Nur vier Leute der beiden britischen Schiffe wurden verwundet. Die Phaeton kehrte nach Großbritannien zurück und wurde im März 1802 abgemustert.

## Ostindische Inseln
Im Juli 1803 stellte Kapitän George Cockburn die Phaeton für den Fernen Osten wieder in Dienst. Am 2. August 1805, unter Kapitän John Wood, kämpfte sie zusammen mit der HMS Harrier, einer Brigg-Sloop der Cruizer-Klasse, unter Kapitän Edward Ratsey gegen die französische Fregatte Sémillante (40 Geschützen) unter Kapitän Leonard-Bernard Motard in der San-Bernardino-Straße vor San Jacinto auf den Philippinen. Nachdem die Sémillante zunächst Feuer mit der Harrier und dann mit der Phaeton ausgetauscht hatte, suchte sie Zuflucht unter den Geschützen einer Küstenbatterie. Unfähig sie dort anzugreifen, segelten die beiden britischen Schiffe schließlich mit Verlusten von je zwei Verwundeten davon. Über die Sémillante wurde berichtet, dass sie Verluste in Höhe von 13 Toten und 36 Verwundeten erlitt. Nach der Aufnahme neuer Vorräte in San Jacinto war die Sémillante im März 1805 beauftragt, nach Mexiko zu segeln um Hartgeld für die Philippinen zu holen, die Begegnung mit der Phaeton und der Harrier vereitelten den Plan. Motard kehrte zurück in den Indischen Ozean und operierte von Mauritius aus gegen die Briten. Im Oktober 1806 übernahm Wood das Kommando der Phaeton. Im Juli 1808 wurde Kapitän Fleetwood Pellew sein Nachfolger.

## Zwischenfall im Hafen von Nagasaki

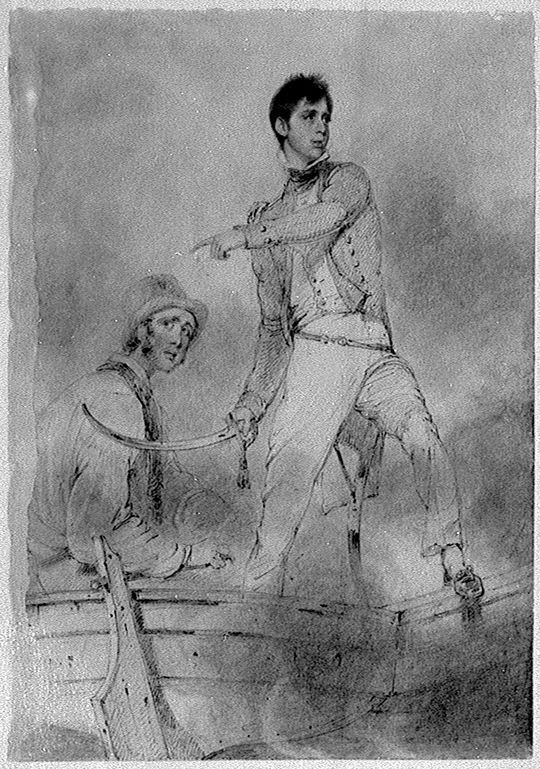
Kapitän Fleetwood Pellew kommandierte die Terpsichore gegen holländische Schiffe in der Straße von Batavia am 24. November 1806, Gemälde aus Madras vom Mai 1807

Nachdem die Franzosen die Batavische Republik erobert hatten und Napoleon damit begann, ihre Ressourcen gegen Großbritannien einzusetzen, starteten die Schiffe der Royal Navy die Jagd auf holländische Schiffe. Die Phaeton, nun unter dem Kommando von Kapitän Fleetwood Pellew, drang 1808 in den Hafen von Nagasaki ein, um einen Hinterhalt auf ein paar holländische Handelsschiffe zu legen, die in Kürze eintreffen sollten (siehe auch Geschichte der japanischen Seefahrt).
Die Phaeton lief am 4. Oktober unter holländischer Flagge ein. Wie es üblich war, ruderten Vertreter der Handelsniederlassung Dejima dem Schiff entgegen, um es zu begrüßen, aber als sie näher kamen, senkte die Phaeton ein Beiboot herab und setzte die Niederländer gefangen. Für ihre Freilassung verlangte man die Bereitstellung von Wasser, Nahrung und Öl. Die Phaeton unterstrich mit dem Abfeuern von Geschützen und Musketen ihre Forderungen und drohte damit, die japanischen Schiffe im Hafen zu zerstören.

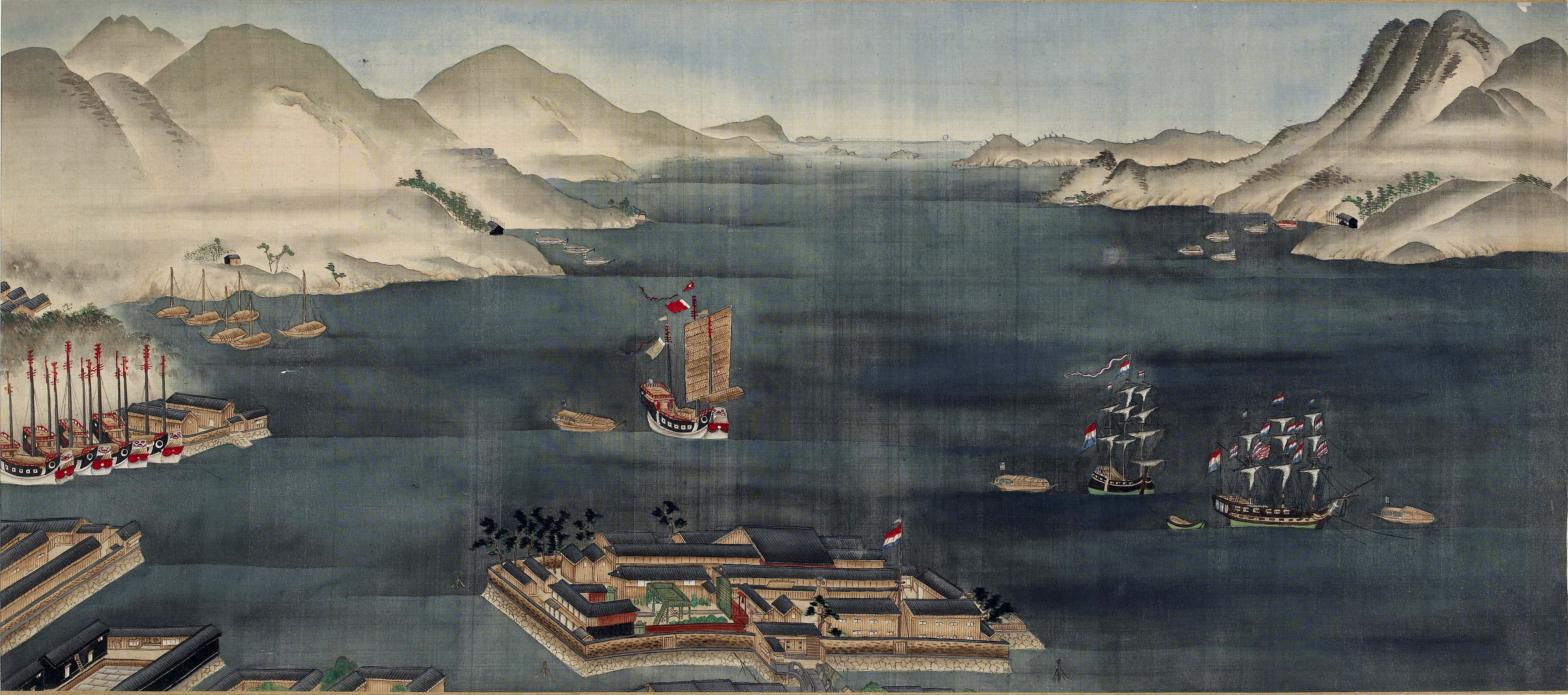
Dejima und die Küste von Nagasaki um 1820. Dargestellt sind zwei holländische Schiffe und mehrere chinesische Handelsdschunken.

Für die Sicherheit des Hafens und der umliegenden Seegebiete waren die Lehen Fukuoka und Saga zuständig, die diese Aufgabe für jeweils ein Jahr übernahmen und dazu kleine Niederlassungen in der Bucht unterhielten. In jenem Jahr oblag diese Pflicht dem Lehen Saga, doch hatte man aus finanziellen Gründen statt der offiziell vorgesehenen 1000 Mann lediglich 100 Mann stationiert. Matsudaira Yasuhide, der Magistrat von Nagasaki (Nagasaki bugyō), forderte sofort Truppen von den umliegenden Lehen an. Eine Streitmacht von 8000 Samurai und 40 Schiffen sollte innerhalb weniger Tage eintreffen. Währenddessen entschied der Magistrat Nagasakis, den geforderten Proviant zur Verfügung zu stellen.
Noch bevor diese Streitmacht Nagasaki erreichte, lief die Phaeton am 7. Oktober wieder aus, nachdem man erfahren hatte, dass die holländischen Handelsschiffe dieses Jahr nicht kommen würden. Sie hinterließ außerdem einen Brief an den holländischen Direktor Hendrik Doeff. Der Magistrat von Nagasaki, Matsudaira, übernahm die Verantwortung und beging Harakiri (Seppuku).
Nach dieser Missachtung des japanischen Anlandungsverbots durch die Phaeton wurde durch das Shogunat (Bakufu) die Küstenverteidigung verstärkt. Ein 1825 erlassenes Edikt zur Vertreibung fremder Schiffe (1825–1842) wurde mit der Androhung der Todesstrafe verbunden. Bis zu jener Zeit diente die niederländische Sprache als ausschließliches Kommunikationsmittel mit dem Westen. Doch wurde nunmehr angeordnet, dass offizielle Dolmetscher auch Englisch und Russisch lernen sollten. 1814 erschien das erste Englisch-Japanische Wörterbuch mit 6000 Wörtern, geschrieben vom Dolmetscher für Holländisch Motoki Shōzaemon.

## Nach Nagasaki
Pellew wurde am 14. Oktober 1808 in seinem Rang als Post-Captain bestätigt und beteiligte sich 1810 an der Invasion auf Mauritius und 1811 am Britisch-Niederländischen Krieg um Java.
Im Mai eskortierte die Phaeton die zweite Division der britischen Truppen, befehligt von Generalmajor Wetherall, von Madras nach Penang, anschließend nach Malakka. Als die Expedition Batavia erreichte, patrouillierte die Phaeton mit drei anderen Fregatten und hielten nach französischen Fregatten Ausschau, von denen man wusste, dass sie sich in der Gegend befanden.
Am 31. August eroberten ein Landungstrupp der Phaeton und der HMS Sir Francis Drake, gemeinsam mit Marineinfanterie von der HMS Hussar ein Fort der Franzosen bei Sumenep auf der Insel Madura nahe Java. Die Verluste der Briten beliefen sich auf drei Tote und 28 Verletzte.
Pellew segelte im August 1812 nach Europa zurück, er eskortierte einen Konvoi von Ostindienfahrern. Für seine Dienste erhielt er ein Geschenk von 500 Guineen und den Dank der Britischen Ostindien-Kompanie.

## Nachkriegszeit
1816 brach Kapitän Frances Stanfell mit der Phaeton von Sheerness auf, um nach St. Helena und dem Kap der Guten Hoffnung zu reisen.
Im April 1818 stellte Kapitän W. H. Dillon die Phaeton in Dienst. Im Herbst 1818 stand Leutnant John Geary, der auf der Phaeton bei ihrer Wiederindienststellung angeheuert hatte, vor Gericht unter der folgenden Anklage: „Verführung von Musikern eines der Garnisonsregimenter und Täuschung der Offiziere, die an Bord geschickt worden waren, um nach ihnen zu suchen“, also wegen homosexueller Handlungen. Er wurde für schuldig befunden und dazu verurteilt, das Schiff zu verlassen. Kapitän Robert Cavendish Spencer, später Kommandant der Ganymede, einer der Kapitäne des Kriegsgerichts, vertrat die Meinung, dass Gaery nur als Sündenbock benutzt wurde. Spencer setzte sich für Gaery ein und bot ihm für die Zukunft Arbeit. Die Phaeton segelte sich nach Südostasien (East Indies).

## Abwrackung
Im Oktober 1819 wurde sie abgemustert und innerhalb eines Monats unter Kapitän William A. Montague für eine Reise nach Halifax wieder in Dienst genommen. Im September 1822 wurde sie erneut abgemustert. Sie wurde unter Kapitän Henry Sturt sofort wieder in Dienst genommen und drei Jahre später abgemustert. Am 11. Juli 1827 wurde sie für 3430 £ an einen Herrn Freake verkauft, aber der Verkauf scheiterte, weil Freake „für verrückt erklärt worden war“. Am 26. März wurde sie für 2500 £ an Joshua Cristall zum Abwracken verkauft.